# Xabier Izaga González
Xavier Izaga González est un membre présumé d'Euskadi ta Askatasuna (ETA), un des représentants du Mouvement Pro Amnistie et un poète et écrivain d'articles basque.

## Biographie
En 1981 il a été condamné à 30 ans de prison pour appartenance à Euskadi ta Askatasuna (ETA). En mars 2002 il est sorti de prison et a commencé son militantisme dans le Mouvement Pro Amnistie. Pendant son séjour en prison il a été dans les prisons Carabanchel, Puerto de Santa María, Herrera de La Mancha ou de Cáceres.
Il a en outre développé une carrière littéraire avec un livre de poèmes Bart irakurtzeko gaur izkiriatua (Éditions Susa, 1998) et a traduit en basque le livre El arte de la guerra, de Sun Tzu (Gerraren antzea, Éditions Txalaparta, 1995).

### Sources et bibliographie
- (es) Cet article est partiellement ou en totalité issu de l’article de Wikipédia en espagnol intitulé « Xabier Izaga » (voir la liste des auteurs).
- (fr) Jean Chalvidant, ETA : L'enquête, éd. Cheminements, coll. « Part de Vérité », octobre 2003, 426 p. (ISBN 978-2-84478-229-8)
- (es) José María Benegas, Diccionario de Terrorismo, Madrid, Espasa Calpe, coll. « Diccionario Espasa », novembre 2004, 920 p. (ISBN 978-84-670-1609-3)
- (fr) Jacques Massey, ETA : Histoire secrète d'une guerre de cent ans, Paris, Flammarion, coll. « EnQuête », février 2010, 386 p. (ISBN 978-2-08-120845-2)